# Песнь о Хервёр
«Песнь о Хервёр» (исл. Hervararkviða) — одна из древнескандинавских поэм, которые издаются в составе «Старшей Эдды», но при этом не включены в «Королевский кодекс». Её текст сохранился в составе «Саги о Хервёр и Хейдреке». Песнь рассказывает о том, как легендарная героиня по имени Хервёр входит в курган берсерков, чтобы забрать Тюрфинг — меч своего отца Ангантюра. Отец, пробудившийся от смертного сна, рассказывает ей, что меч сгубит весь её род, но Хервёр не слушает предостережение и забирает Тюрфинг.
Исследователи полагают, что «Песнь о Хервёр» основана на одном из древнейших готских сказаний. Сцена, в которой главная героиня говорит с Ангантюром, может восходить к устно-поэтической традиции разговоров с живыми мертвецами.